# Lada (obwód miński)
Lada (biał. Ляда) – wieś na Białorusi, w obwodzie mińskim, w rejonie wilejskim, w sielsowiecie Iża.

## Historia
W czasach zaborów wieś w gminie Iża, w powiecie wilejskim, w guberni wileńskiej Imperium Rosyjskiego. W 1866 roku liczyła 36 dusz rewizyjnych.
W latach 1921–1945 wieś leżała w Polsce, w województwie wileńskim, w powiecie wilejskim, w gminie Iża, od 1 kwietnia 1932 w gminie Wiszniew.
Według Powszechnego Spisu Ludności z 1921 roku zamieszkiwało tu 87 osób, wszystkie były wyznania prawosławnego. Jednocześnie 86 mieszkańców zadeklarowało białoruską a 1 ukraińską przynależność narodową. Było tu 13 budynków mieszkalnych. W 1931 w 12 domach zamieszkiwało 88 osób.
Wierni należeli do parafii rzymskokatolickiej w Wiszniewie i prawosławnej w Iży. Miejscowość podlegała pod Sąd Grodzki w Wilejce i Okręgowy w Wilnie; właściwy urząd pocztowy mieścił się w Iży.
W wyniku napaści ZSRR na Polskę we wrześniu 1939 miejscowość znalazła się pod okupacją sowiecką. 2 listopada została włączona do Białoruskiej SRR. Od czerwca 1941 roku pod okupacją niemiecką. W 1944 miejscowość została ponownie zajęta przez wojska sowieckie i włączona do Białoruskiej SRR.
Od 1991 w składzie niepodległej Białorusi.